# Jean-Pierre Lledo
Pour les articles homonymes, voir Lledó (homonymie).
Jean-Pierre Lledo, né le 31 octobre 1947 à Tlemcen (Algérie) est un cinéaste et contributeur pour les sites Causeur et Riposte Laïque.

## Biographie
Il a publié deux livres sur le Monde arabe : La Révolution démocratique dans le monde arabe, Ah ! si c’était vrai (2012), Le Monde arabe face à ses démons, Nationalisme, Islam et Juifs (2013).

## Œuvres

### Longs métrages documentaires
- 1982 : L’empire des rêves, 2h, couleur, 35 mm.
- 1988 : Lisette Vincent, une femme Algérienne, 1h40, couleur.
- 1989 : Lumières, 1h50, 35 mm couleur.
- 2003 : Un rêve algérien, 2003, 35 mm. Couleur. Version sous-titrée en anglais.
- 2004 : Algéries, mes fantômes, 1h46. Couleur. Version française et sous-titres anglais.
- 2007 : Algérie, histoires à ne pas dire.
- 2020 : Israël, le voyage interdit

### Moyens métrages documentaires
- Jean Pélégri, alias Yahia El Hadj, 2001, 57 minutes. Couleur.
- L’oasis de la Belle de Mai, 1996, 59 minutes, couleur.
- Chroniques algériennes, 1994, 52 minutes, couleur.

### Livres
- Révolution démocratique dans le monde arabe:Ah ! si c'était vrai..., Armand Colin, 2012.
- Le monde arabe face à ses démons : Nationalisme, Islam et Juifs, 2013.

## Prix et distinctions
- FIPA-2005, Mention spéciale à la 5e Biennale des films du monde arabe, Paris pour Algéries, mes fantômes.
- 1er Prix du film documentaire pour Un rêve algérien, Montréal en 2004.
- Bateau perdu, mention spéciale du jury au Festival d’Auxerre en 1995.
- Les Ancêtres, Grand Prix du Festival international du film scientifique d’Alger en 1993.
- La mer est bleue, le ciel aussi, Clé d’argent au Festival de Lorquin en 1991. Primé au Festival de vidéo-psy de Paris de la même année.
- Prix d’interprétation masculine, pour L’empire des rêves, Festival de Damas en 1985.